# Franz Grashof
Franz Grashof (11 de julio de 1826 - 26 de octubre de 1893) fue un ingeniero alemán y profesor de mecánica aplicada en la Technische Hochschule Karlsruhe. Conocido en el área de la ingeniería por el número adimensional que lleva su apellido Número de Grashof que sirve para describir el calor por convección natural.

## Biografía
Nacido en Duesseldorf, Alemania, hijo de Elisabeth Brüggemann y Karl Grashof, quienes enseñaban en una escuela  secundaria. Franz Grashof visitó la escuela primaria y secundaria de Duesseldorf y la escuela industrial de Hagen. 
Motivado por el surgimiento de los vapores y el ferrocarril, comenzó a trabajar en una cerrajería. En octubre de 1844, Franz Grashof abandonó la escuela para comenzar a estudiar metalurgia en el instituto real de formación profesional en Berlín, donde estudió matemáticas, física e ingeniería mecánica. De 1847 a 1848 interrumpió sus estudios para servir voluntariamente para el ejército. Para servir a su país trató de convertirse en un oficial de marina. Por lo tanto, tuvo que empezar a trabajar como un simple marinero en un velero llamado "Esmeralda". Hasta diciembre de 1851 navegó alrededor del mundo y se dio cuenta de que el trabajo práctico no era su principal habilidad profesional. En su viaje decidió enseñar en una escuela técnica. Es por eso que siguió estudiando en Berlín en 1852. En 1854 Franz Grashof concluyó sus estudios y se convirtió en profesor de matemáticas y mecánica en el instituto real vocacional en Berlín. En 1855 obtuvo el liderazgo de la oficina real de aforo en Berlín. En el año siguiente se involucró en el establecimiento de la Asociación de Ingenieros Alemanes y se convirtió en su director gerente hasta 1890. 
De 1863 a 1891 fue profesor de Ciencias de la Máquina General y Teórica en la Technische Hochschule Karlsruhe. Desarrolló algunas fórmulas tempranas de flujo de vapor, pero contribuyó significativamente a la convección natural. 
El 26 de octubre de 1893 murió después de su segundo infarto.

## Honores
En Karlsruhe (Alemania) el 26 de octubre de 1896 se inauguró un monumento para honrar sus esfuerzos. El número de Grashof fue nombrado en su honor. Es un parámetro sin dimensiones muy importante en el análisis de la convección natural o libre.
La Ley de Grashof también fue nombrada en honor a él. Es una prueba que se utiliza con frecuencia al analizar las cadenas cinemáticas. Después de la muerte de Grashof, la Asociación de Ingenieros Alemanes (VDI) honró su memoria instituyendo la Medalla conmemorativa de Grashof como la distinción más alta que la sociedad podría otorgar para el mérito en las habilidades de la ingeniería.